# Вълкодери
Вълкодери или Вълкодере (на македонска литературна норма: Волкодери) е село в югозападната част на Северна Македония, община Ресен.

## География
Намира се на 2 километра северно от Преспанското езеро в западното подножие на Галичица.

## История
В края на XIX век Вълкодери е село в Ресенска нахия на Битолска каза на Османската империя. В „Етнография на вилаетите Адрианопол, Монастир и Салоника“, издадена в Константинопол в 1878 година и отразяваща статистиката на населението от 1873 година, Вълкодере (Vlkodéré) е посочено като село в каза Ресен с 11 домакинства и 32 жители българи.
Според българския географ Васил Кънчов („Македония. Етнография и статистика“), през 90-те години на XIX век Вълкодери има 90 жители българи християни.
На Етнографската карта на Битолския вилает на Картографския институт в София от 1901 година Волкодери е чисто българско село в Битолската каза на Битолския санджак с 22 къщи.
По време на Илинденското въстание селото е нападнато от турски аскер, изгорени са и десетте къщи на село, отвлечен е целият добитък и е убит 100-годишният Тома Карамфилов. От селото като четник във въстанието загива Трайчо Георгиев. След въстанието селото получава помощи от българския владика Григорий Пелагонийски.
Само мене откараха жива стока за 180 лири... Селото ни изгориха на 18. авг. войски, които бѣха дошли отъ къмъ Охридъ й Рѣсенъ на 17. Тѣ се придружаваха и оть много башибозукъ. Ние, цѣлото население, забѣгнахме заедно съ живата стока къмъ с. Отешово. На другия день войскитѣ изгориха Покървеникъ, опѫтиха се къмъ Вълкодере и го изгориха, а живата стока откараха въ града. А голѣма частъ отъ тая пъстра сбирщина нападна селото Перово и го подпали. Тоя день въ Покървеникъ и Вълкодере бидоха убити по единъ старецъ, Войскитѣ стигнаха и въ Отешево, а ние оставихме цѣлата си жива стока и се спуснахме да се спасяваме къмъ с. Дупени и планината Туминецъ. Ограбенитѣ вещи отъ войскитѣ се продавали въ града.
Всички християнски жители на Вълкодери в началото на XX век са под върховенството на Българската екзархия – според статистиката на секретаря на Екзархията Димитър Мишев (La Macédoine et sa Population Chrétienne) в 1905 година населението на Вълкодери се състои от 80 българи екзархисти. В селото има българско училище.
Според преброяването от 2002 година селото има 114 жители.
| Националност     | Всичко |
| северномакедонци | 144    |
| албанци          | 0      |
| турци            | 0      |
| цигани           | 0      |
| власи            | 0      |
| сърби            | 0      |
| бошняци          | 0      |
| други            | 0      |

## Личности
Починали във Вълкодери
- Константин Крачолов (1884 – 1906), български революционер от ВМОРО